# Henri Valentino
Pour les articles homonymes, voir Valentino.
Henri Valentino, né à Lille le 13 octobre 1787 et mort le 28 janvier 1865 à Versailles, est un violoniste et chef d'orchestre français.

## Biographie
Henri Justin Armand Joseph Valentino est le fils de Liborio Philippe Valentino (1741-1821), pharmacien, et de Thérèse Fortunée Trany.
Chef d'orchestre en second à l'Opéra de Paris, il passe premier chef en 1828, jusqu'en 1830, évincé par Véron.
Il dirige l'Opéra comique entre 1830 et 1836, et les concerts de musique classique de la Rue Saint-Honoré, dans la prestigieuse  salle Saint-Honoré, dite aussi « salle Valentino », jusqu'à leur dernier morceau en 1841.
Veuf d'Élisabeth Mengin (1795-1834), il épouse en secondes noces, en septembre 1843 à Saint-Firmin (Oise), Louise Joséphine Potin (1818-1871). Leurs enfants, Charles (1856-1905) et Henri (1854-1930) seront décorés de la Légion d'honneur.
Il est mort à son domicile de Versailles à l'âge de 77 ans.